# Bettinghausen
Bettinghausen ist ein Ortsteil von Bad Sassendorf im nordrhein-westfälischen Kreis Soest.

## Geographie
Das Reihendorf liegt im Nordosten der Gemeinde Bad Sassendorf, etwa 10 km östlich des Zentrums der Kreisstadt Soest. Es wird von der Ahse in ein „Ober-“ und „Unterdorf“ geteilt. Weitere das Dorf durchquerende Gewässer sind der Haselbach und der Kützelbach, die wie die Ahse weitgehend naturbelassen sind. Die für Bettinghausen prägende langgestreckte Dorfform ist bedingt durch die im Unter- und Oberdorf am Bach aufgereihten Höfe und kleinen Hofgruppen. Die heutige geschlossene Reihendorfsiedlung ist erst im 20. Jahrhundert entstanden.  Ein Ortsmittelpunkt hat sich aufgrund dieser Struktur nicht herausbilden können.

## Geschichte
In der Chronik des Klosters Rastede aus dem 14. Jahrhundert wird für das Jahr 1059 eine Schenkung des Dorfes an dieses Kloster, beziehungsweise an die Kirche daselbst geschildert wird. Weiterhin fand das Dorf 1124 als „Betenchusen“ in einer Päpstlichen Bulle Erwähnung, die diesen Besitz bestätigte. Die früheste Urkunde stammt aus dem Jahre 1186. Früher war der Ort Standort eines Freistuhls der Freigrafschaft Ostinghausen. Die urkundliche Erwähnung einer durch Benediktinermönche errichteten Kapelle fand um 1300 statt. 
Die Bewohner des „Hofs Bettinghausen“ waren lange Zeit dem Kloster Liesborn abgabepflichtig. Eine Ritterfamilie lebte vermutlich Mitte des 14. Jahrhunderts in Bettinghausen. Denn 1333 wurde das Siegel eines Ritters Hermann von Bettinghausen erwähnt.
Bettinghausen gehörte zum Amt Oestinghausen. Am 1. Juli 1969 wurde der Ort nach Bad Sassendorf eingemeindet.

## Sehenswürdigkeiten
Die 1313 erstmals im Liber valoris des Erzbistums Köln erwähnte Antoniuskapelle wurde seit dem Dreißigjährigen Krieg mehrfach zerstört; 1681 und 1882 wurde sie wiederaufgebaut. 1954 wurde die Kapelle erweitert und das Querschiff angebaut. Die Kapelle befindet sich in einem seitdem unveränderten Zustand. Das Patrozinium der Kapelle ist von dem 356 verstorbenen Antonius dem Einsiedler. 
Das älteste Gebäude der Gemeinde Bad Sassendorf stellt der 1636 im Dreißigjährigen Krieg entstandene Speicher des Hofes Westholt in Bettinghausen dar. Er wurde restauriert und steht heute unter Denkmalschutz.

## Wirtschaft
Bettinghausen war über viele Jahrhunderte landwirtschaftlich geprägt. Es ist heute eine Wohngemeinde mit nur noch wenigen landwirtschaftlichen Betrieben. Eine weitere Erwerbsquelle stellt der Tourismus dar. Zahlreiche Einwohner des Dorfes haben in ihren Häusern aufgrund der Nähe zum Kurort Bad Sassendorf Pensionen eingerichtet. Des Weiteren besteht ein Gewerbegebiet mit nur einer Firma, die sich mit dem Vertrieb von Holzbearbeitungsmaschinen befasst. Seit etwa 30 Jahren wird in Bettinghausen Moor für die in Bad Sassendorf durchgeführten Kurtherapien (Moorbad) abgebaut. Die meisten Einwohner pendeln aber zur Arbeit in die benachbarten Zentren.

## Verkehr
Bettinghausen liegt nahe der Bahnstrecke Hamm–Warburg.